# Das Geheimnis des Sagala
Das Geheimnis des Sagala (polnisch Tajemnica Sagali) ist eine deutsch-polnische Fernsehserie um einen sagenumwobenen Zauberstein.

## Handlung
In Warschau leben der 10-jährige Kuba zusammen mit seiner Mutter und seinem Bruder Jacek. Während der Vater ins Ausland gezogen ist, um nach Arbeit zu suchen, plagen die Mutter Geldsorgen. Sie will mit ihren Kindern in das Haus des Großvaters auf dem Land ziehen. Um seiner Mutter zu helfen, versucht Kuba durch Zauberstücke Geld zu verdienen. Auf einer Sammelbörse für Mineralien und Edelsteine entdeckt er Sagala, einen sagenumwobenen Zauberstein, der alle Wünsche erfüllen kann und die Macht hat, die Macht der Welt zu erlangen. Der Stein wird vom Händler Burski ersteigert. Während der Juwelier Kruks versucht, ihm den Stein abzujagen, wirft Burski seinem Freund Kuba ein Säckchen zu, in dem sich das geheimnisvolle Mineral befindet. Kuba findet auf dem Dachboden einen zweiten Stein und er verbindet sich mit dem Sagala. Er verwandelt unabsichtlich seine Mutter mithilfe des Steines in ein Mädchen. Kuba macht sich daraufhin mit Jacek auf dem Weg durch die Zeit, um alle Teile des Sagala zu erhalten und seine Mutter zurück zu verwandeln. Eine Verfolgungsjagd entsteht, in der Kuba Freunde und Feinde gewinnt.

## Episodenliste
| Nummer | Titel                   | Titel                 |
| Nummer | deutsch                 | polnisch              |
| ------ | ----------------------- | --------------------- |
| 1      | Der kleine Zauberer     | Mały czarodziej       |
| 2      | Der magische Stein      | Magiczny kamień       |
| 3      | Die Eingeweihten        | Wtajemniczeni         |
| 4      | Dritter Teil der Macht  | Trzecia część mocy    |
| 5      | Die Feuerboten          | Posłańcy ognia        |
| 6      | Bucht der Nebel         | Zatoka mgieł          |
| 7      | Agnarr und Geirrod      | Agnarr i Geirrod      |
| 8      | Schule der Magier       | Szkoła magów          |
| 9      | Duell der Magier        | Pojedynek magów       |
| 10     | Der schwarze Fürst      | Czarny książę         |
| 11     | Der kürzeste Tag        | Najkrótszy dzień      |
| 12     | (Der) Stein des Saturns | Kamień Saturna        |
| 13     | Labyrinth der Träume    | Labirynt snów         |
| 14     | Alle Teile der Macht    | Wszystkie części mocy |

## Synchronisation
| Darsteller           | Sprecher        | Rolle                                          |
| -------------------- | --------------- | ---------------------------------------------- |
| Janusz Michałowski   | Gerry Wolff     | Erzmagier                                      |
| Mirosława Dubrawska  | Eva-Maria Werth | Frau                                           |
| Marcin Nowacki       | David Turba     | Jacek Zawilski                                 |
| Magda Warzecha       | Katja Nottke    | Krankenschwester                               |
| Cezary Żak           | Wolfgang Kühne  | Mogo                                           |
| Małgorzata Foremniak | Victoria Sturm  | Mutter Susanna 'Suzia' Zawilska geb. Tuchowski |
| Ola Tokarska         | Magdalena Turba | Susanna 'Suzia' Tuchowski                      |
| Dorota Segda         | Maud Ackermann  | Veronika Kowa                                  |

## Trivia
Als sich die Helden bei den Slawen im 7. Jahrhundert vor unserer Zeitrechnung befinden, gelangen sie nach Biskupin und finden dort einen Teil des Steins in einer Statue.
Ein Fischer fand einen Teil des Sagala in einem Fisch. Dieses Ehepaar nimmt Agnarr und Geirrod auf, diese zwei Gestalten beziehen sich auf die Sage Grímnismál.